# Safia
Safia is een geslacht van vlinders van de familie spinneruilen (Erebidae). Deze vlindersoort komt voor in tropische en subtropische gebieden, voornamelijk in Afrika en Zuid -Amerika. 
Het geslacht Safia werd voor het eerst wetenschappelijk beschreven door de Franse entomoloog Jacob Hübner in 1818.

## Soorten
- S. acharia Stoll, 1781
- S. aenea Druce, 1890
- S. albidiscata Schaus
- S. amata Druce, 1890
- S. amazonica Butler, 1879
- S. amella Guenée, 1852
- S. amphitrite Möschler, 1880
- S. angulata Schaus, 1911
- S. aperta Walker, 1857
- S. argentogrisea Draudt, 1940
- S. barata Schaus, 1901
- S. bidens Kaye, 1901
- S. bilineata Smith
- S. bruma Schaus, 1901
- S. brunca Schaus, 1901
- S. cades Druce, 1898
- S. caeruleotincta Schaus, 1913
- S. caminata Schaus, 1901
- S. celia Cramer, 1781
- S. clearos Schaus, 1914
- S. coenochroa Hampson, 1913
- S. compotrix Hübner, 1818
- S. chalybeata Hampson, 1913
- S. decessa Walker, 1857
- S. demera Schaus, 1901
- S. diodonta Hampson, 1913
- S. divaricata Schaus, 1901
- S. eminens Schaus, 1901
- S. endomelas Hampson, 1913
- S. endopolia Dyar
- S. eugrapha Dognin, 1914
- S. guapila Schaus, 1912
- S. guayaquilata Dognin, 1912
- S. holologica Dyar, 1920
- S. inconspicua Möschler, 1880
- S. ines Möschler, 1880
- S. iochroma Felder
- S. irresoluta Walker, 1858
- S. leucopis Hampson, 1913
- S. leucoplaga Schaus, 1911

- S. lucilia Möschler, 1880
- S. mascara Schaus, 1901
- S. meroleuca Hampson, 1913
- S. minax Guenée, 1852
- S. minta Schaus, 1901
- S. mollis Möschler, 1880
- S. nigrescens Schaus, 1912
- S. noctar Schaus, 1901
- S. novita Herrich-Schäffer, 1869
- S. nyctichroa Hampson, 1913
- S. obscura Schaus, 1901
- S. obsolefacta Schaus, 1912
- S. olearos Schaus, 1913
- S. pacifica Walker, 1857
- S. pascuala Schaus, 1901
- S. permixta Schaus, 1911
- S. phaeobasalis Hampson, 1918
- S. phaeochroa Hampson, 1913
- S. phoenicopasta Hampson, 1918
- S. picturata Schaus, 1901
- S. placida Möschler, 1880
- S. praeusta Möschler, 1880
- S. rufipicta Schaus, 1911
- S. separabilis Walker, 1858
- S. simplicior Walker, 1857
- S. sinaloa Schaus, 1922
- S. sinalva Schaus, 1921
- S. sublimis Schaus, 1911
- S. subrosea Walker, 1857
- S. subvaria Schaus, 1906
- S. surrecta Dyar, 1914
- S. thermochroa Hampson, 1913
- S. zora Schaus, 1901